# Col, Ajdovščina
Col este o localitate din comuna Ajdovščina, Slovenia, cu o populație de 498 de locuitori.